# Julien Rey
Julien Rey ist ein französischer Filmeditor.
Julien Rey studierte Medienproduktion in Frankreich (Paris) und den Vereinigten Staaten (Tallahassee und Orlando) bis 1998. Danach war er für ein Jahr in der Filmproduktion für die französische Armee tätig. Nach dieser Zeit wurde er als Editor im Bereich Werbung tätig, seit 2008 schneidet er für Film und Fernsehen, dabei als Stamm-Editor für den Regisseur Luc Besson.

## Filmografie (Auswahl)
- 2009: Arthur und die Minimoys 2 – Die Rückkehr des bösen M (Arthur et la vengeance de Maltazard)
- 2009: Ghettogangz 2 – Ultimatum (Banlieue 13 – Ultimatum)
- 2010: Adèle und das Geheimnis des Pharaos (Les Aventures extraordinaires d’Adèle Blanc-Sec)
- 2010: Arthur und die Minimoys 3 – Die große Entscheidung (Arthur et la guerre des deux mondes)
- 2011: The Lady
- 2013: Malavita – The Family (The Family)
- 2015: The Transporter Refueled (Le Transporteur: Héritage)
- 2014: Lucy
- 2017: Valerian – Die Stadt der tausend Planeten (Valerian and the City of a Thousand Planets)
- 2018: Mia und der weiße Löwe (Mia et le lion blanc)
- 2019: Anna (ᴀɴᴎᴀ)
- 2019: Paradise Beach
- 2021: Der Wolf und der Löwe (Le loup et le lion)
- 2022: Arthur, Malédiction
- 2023: Dogman
- 2024: Ella und der schwarze Jaguar (Le dernier jaguar)
- 2025: Moon, der Panda (Moon le panda)
- 2025: June and John